# Ramón Vecino
Ramón Vecino Gay (Bilbao, 1952) es un empresario vizcaíno, CEO y Presidente de MCG GROUP, empresa de ingeniería luso - española dedicada a la construcción y alquiler de edificaciones modulares, con presencia en cuatro continentes.
Licenciado en Ciencias Económicas y Empresariales por la Universidad de Deusto (Bilbao, España). Ha sido empresario y gestor de grandes empresas en sectores clave de la economía española como el de materias primas o ingeniería y construcción industrial, donde ha liderado la construcción de grandes proyectos “llave en mano”, industriales y de energía. Asimismo, posee también experiencia en el mundo financiero, en donde ha presidido una reconocida firma internacional de M&A.
Actualmente, es el presidente y CEO de MCG Group.

## Biografía

### Etapa empresarial
Ramón Vecino empieza muy joven a destacar en el mundo de los negocios, siendo en 1986 nombrado Presidente Regional de la Cámara de Comercio Británica en España. Más tarde, es elegido Vicepresidente Nacional de esta misma cámara.

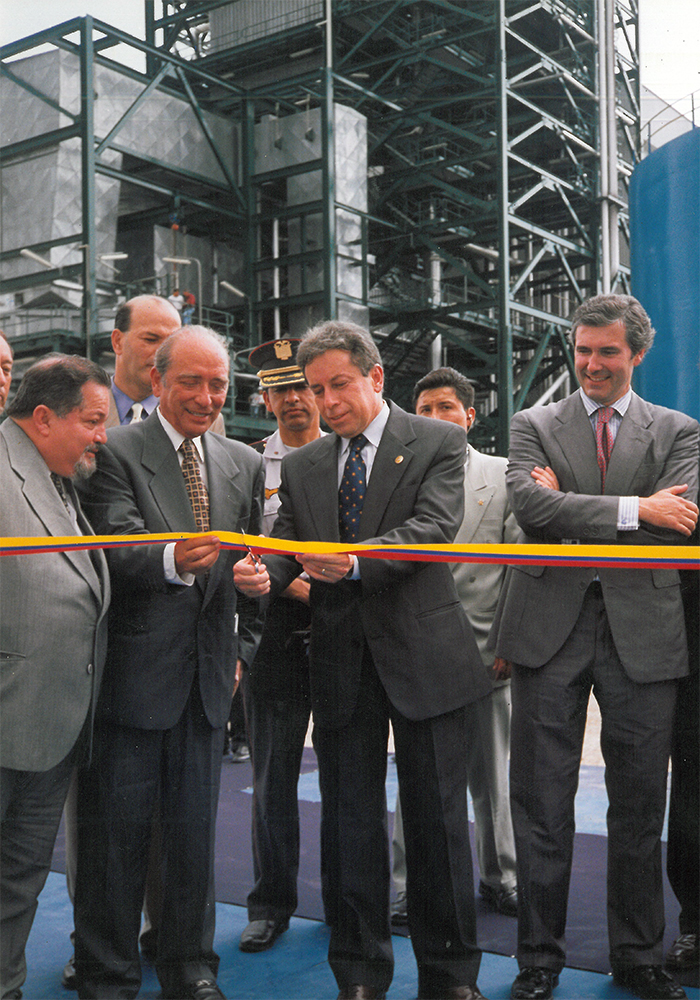
Inauguración Central Térmica de Guayaquil en 1997 con el presidente de Ecuador Fabián Alarcón.

La carrera empresarial de Ramón da un salto en 1996, cuando el empresario bilbaíno se le encomienda la Presidencia Ejecutiva de Babcock Wilcox Española S.A. grupo industrial perteneciente al ente público SEPI. Un año más tarde, en 1997, Ramón también fue elegido como máximo responsable de Iniexport S.A, considerado el brazo internacional para el grupo de empresas de bienes de equipo de SEPI (Sociedad Estatal de Participaciones Industriales).
Es también en 1996 cuando Ramón Vecino se incorpora al patronato del museo Museo Guggenheim de Bilbao. Desde entonces, también ha participado como consejero y miembro del Comité o Patronato, entre otros, de la Fundación COTEC, la Fundación Empresa y Sociedad, de ADEMI (Asociación Española de Montajes Industriales) y del Círculo de Empresarios del País Vasco.
En 2003 adquiere junto con otros inversores la empresa TICSA (Tuberías y Calderería Industrial) , de la que es nombrado Vicepresidente y Consejero delegado.
Ramón funda en 2008 la filial de Lincoln International en España, ocupando el puesto de Presidente Ejecutivo de la filial española. Lincoln International es un banco de inversión independiente que se especializa en servicios de asesoramiento y financieros para las empresas; años más tarde, la empresa americana adquirió a VSV su participación del 72,5% de dicha filial española.
Fue accionista de referencia y Presidente Ejecutivo del Grupo Normetal (empresa de ingeniería dedicada a la construcción modular prefabricada), liderando el desarrollo corporativo y la expansión internacional de esta empresa cuyo foco se encuentra en Latinoamérica, África y Países Árabes.
El empresario bilbaíno también ha mostrado su lado más solidario colaborando con numerosas asociaciones, como WATU o la Fundación Empresa y Sociedad.

### Familia
Ramón Vecino estuvo casado con Laura Acha Satrústegui, con quien ha tenido dos hijas; Patricia Vecino Acha y Laura Vecino Acha (actual duquesa de Feria).
En 2010, su hija Laura se casa con Rafael de Medina Abascal (XX Duque de Feria).